# Mistrzostwa Afryki juniorów w lekkoatletyce
Mistrzostwa Afryki juniorów w lekkoatletyce – ogólnoafrykańskie zawody lekkoatletyczne organizowane przez Confederation of African Athletics dla zawodników do lat 19. Pierwsza impreza tej rangi odbyła się w roku 1994. Począwszy od 1995 mistrzostwa odbywają się regularnie w cyklu dwuletnim. 

## Edycje
| Edycja | Miasto      | Kraj                     |
| ------ | ----------- | ------------------------ |
| 1994   | Algier      | Algieria                 |
| 1995   | Bouaké      | Wybrzeże Kości Słoniowej |
| 1997   | Ibadan      | Nigeria                  |
| 1999   | Tunis       | Tunezja                  |
| 2001   | Réduit      | Mauritius                |
| 2003   | Garoua      | Kamerun                  |
| 2005   | Radis       | Tunezja                  |
| 2007   | Wagadugu    | Burkina Faso             |
| 2009   | Bambous     | Mauritius                |
| 2011   | Gaborone    | Botswana                 |
| 2013   | Bambous     | Mauritius                |
| 2015   | Addis Abeba | Etiopia                  |
| 2017   | Tilimsan    | Algieria                 |
| 2019   | Abidżan     | Wybrzeże Kości Słoniowej |
| 2023   | Ndola       | Zambia                   |
| 2025   | Oran        | Algieria                 |